# Eocapnia shigaensis
Eocapnia shigaensis är en bäcksländeart som beskrevs av Kawai 1967. Eocapnia shigaensis ingår i släktet Eocapnia och familjen småbäcksländor. Inga underarter finns listade i Catalogue of Life.